# Fasis (ciudad)

Ubicación aproximada de Fasis en la Cólquida.

Fasis (en griego, Φᾶσις) era el nombre de una antigua ciudad griega ubicada en la Cólquide, actualmente en territorio de Georgia, en la costa este del Mar Negro. 
El Periplo de Pseudo Escílax la ubica cerca de las ciudades de Dioscuríade y Gieno, y precisa que tanto Fasis como Gienos habían sido fundadas por griegos, pero no Dioscuríade.
Diversas fuentes antiguas le atribuyen un origen como colonia de Mileto. Entre sus habitantes se citan a los heníocos.
Cerca se hallaba un santuario a una diosa llamada Fasis que, en opinión de Arriano de Nicomedia, debía identificarse con la griega Rea. Allí se mostraba el ancla de la que creían que había pertenecido a la nave Argo. Arriano describe también una fortaleza.
Según Estrabón, estaba a orillas del río Fasis y dice que se encontraba defendida por el río, por un lago y por el mar.
Su ubicación exacta no se conoce con seguridad y se ha sugerido que se ubicó en la parte occidental de la desembocadura del río Rioni (el antiguo río Fasis).